# Sarah Rose Summers
 (mai 2018).
Si vous disposez d'ouvrages ou d'articles de référence ou si vous connaissez des sites web de qualité traitant du thème abordé ici, merci de compléter l'article en donnant les références utiles à sa vérifiabilité et en les liant à la section « Notes et références ».
Sarah Rose Summers, née le 4 novembre 1994 à Omaha dans l'état du Nebraska, est une reine de beauté américaine, couronnée Miss USA 2018, le 21 mai 2018. Elle a participé à Miss Univers 2018 à Bangkok où elle termine dans le Top 20.

## Biographie
Sarah Rose Summers est née le 4 novembre 1994 à Omaha  dans l'état du 
Nebraska, États-Unis. Ses parents sont Mike et Dee Summers. Elle a un frère nommé Scott. Le 21 mai 2018 elle est sacrée Miss USA à l'âge de 23 ans. Elle se classe dans le Top 20 de Miss Univers en 2018, malgré de nombreuses polémiques avant l’élection (des vidéos la montrant en train de critiquer certaines candidates). Le 17 décembre 2018, elle s'est fiancée à Connor Combs à Bangkok.